# 全日本居合道連盟刀法
全日本居合道刀法（ぜんにほんいあいどうとうほう）とは、全日本居合道連盟（全日居もしくは全居連）が1956年（昭和31年10月7日）に制定した居合道の形である。単に刀法とも呼ばれる。
五流派から業を一本ずつ採用し簡略化し各流派の宗家・代表による承認を経ており、各流派の折衷をはかった全日本剣道連盟居合とは対照的である。
全日本居合道連盟から分かれた大日本居合道連盟では、1988年（昭和63年）に2本の業（幹竹/関口流、雁金/英信流）を加え大日本居合道刀法として稽古している。

## 形の内容
昭和31年制定時の内容
- 1本目 前切り 　　無双直伝英信流
- 2本目 前後切り 　無外流
- 3本目 切上げ 　　神道無念流
- 4本目 四方切り 　水鴎流
- 5本目 切先返し 　伯耆流